# Bułachiwka (obwód dniepropetrowski)
Bułachiwka (ukr. Булахівка) – wieś na Ukrainie, w obwodzie dniepropetrowskim, w rejonie pawłohradzkim. W 2001 liczyła 2128 mieszkańców, spośród których 2005 wskazało jako ojczysty język ukraiński, 110 rosyjski, 1 mołdawski, 4 białoruski, 5 ormiański, 2 inny, a 1 osoba się nie zadeklarowała.